# Maksim Dyldin
Maksim Sergeyevich Dyldin (en russe : Максим Сергеевич Дылдин), né le 19 mai 1987 à Perm, est un athlète russe spécialiste du 400 mètres.

## Carrière sportive
En 2007, Maksim Dyldyn se classe deuxième du relais 4 × 400 mètres lors des Championnats d'Europe en salle 2007, et s'adjuge plus tard dans la saison à Debrecen le titre européen espoir. Il remporte par ailleurs sur 400 m son premier titre de champion de Russie. Cinquième du 400 m lors des Championnats du monde en salle de Valence, en Espagne, en début d'année 2008, il participe ensuite aux Jeux olympiques de Pékin où il remporte initialement la médaille de bronze du relais 4 × 400 m aux côtés de Vladislav Frolov, Anton Kokorin et Denis Alekseyev. L'équipe de Russie, qui s'incline face aux États-Unis et aux Bahamas, avait établi à cette occasion un nouveau record national, record ensuite annulé en septembre 2016 pour la disqualification de son coéquipier Alekseyev.
Sélectionné en 2010 pour les Championnats d'Europe de Barcelone, Dyldin atteint les demi-finales de l'épreuve individuelle (45 s 66), mais remporte en fin de compétition le titre continental du 4 × 400 m avec ses coéquipiers Aleksey Aksyonov, Pavel Trenikhin et Vladimir Krasnov, en 3 min 2 s 14.
En 2013, aux Championnats du monde à Moscou, le relais 4 × 400 m composé de Dydlin, Lev Mosin, Sergey Petukhov et Vladimir Krasnov remporte la médaille de bronze en 2 min 59 s 90 derrière les États-Unis et la Jamaïque.

## Dopage
Le 24 mai 2016, Denis Alekseyev, coéquipier du relais 4 x 400 m de Dyldin lors des Jeux olympiques de Pékin en 2008, figure sur la liste des 31 athlètes contrôlés positifs à la suite du reteste des échantillons où ils avaient remporté la médaille de bronze. Le CIO confirme la disqualification du relais en septembre 2016 et déchoit les quatre athlètes de leur médaille.
Le 24 avril 2017, il est lui-même sanctionné pour dopage par le CIO et disqualifié des Jeux olympiques de 2012, ce qui est confirmé par le TAS pour une suspension de quatre ans au total, de 2012 à 2016.

## Palmarès
| Date | Compétition                       | Lieu       | Résultat | Épreuve   |
| ---- | --------------------------------- | ---------- | -------- | --------- |
| 2006 | Championnats du monde juniors     | Pékin      | 2e       | 4 × 400 m |
| 2007 | Championnats d'Europe en salle    | Birmingham | 2e       | 4 × 400 m |
| 2007 | Championnats d'Europe espoirs     | Debrecen   | 1er      | 4 × 400 m |
| 2008 | Championnats du monde en salle    | Valence    | 5e       | 400 m     |
| 2008 | Jeux olympiques                   | Pékin      | 3e       | 4 × 400 m |
| 2010 | Championnats d'Europe par équipes | Bergen     | 3e       | 4 × 400 m |
| 2010 | Championnats d'Europe             | Barcelone  | 1er      | 4 × 400 m |
| 2011 | Championnats d'Europe par équipes | Stockholm  | 1er      | 400 m     |
| 2011 | Championnats d'Europe par équipes | Stockholm  | 1er      | 4 × 400 m |
| 2011 | Championnats du monde             | Daegu      | 4e       | 4 × 400 m |
| 2012 | Jeux olympiques                   | Londres    | DQ       | 4 × 400 m |
| 2013 | Championnats du monde             | Moscou     | DQ       | 4 × 400 m |
| 2014 | Championnats d'Europe par équipes | Brunswick  | DQ       | 4 × 400 m |
| 2014 | Championnats d'Europe             | Zurich     | DQ       | 4 × 400 m |

## Records
| Épreuve       | Performance | Lieu        | Date           |
| ------------- | ----------- | ----------- | -------------- |
| 400 m         | 45 s 01     | Tcheboksary | 5 juillet 2012 |
| 400 m (salle) | 46 s 22     | Moscou      | 8 février 2008 |